# São Martinho (Sintra)
São Martinho (llamada oficialmente Sintra (São Martinho)) era una freguesia portuguesa del municipio de Sintra, distrito de Lisboa.

## Historia
Fue suprimida el 28 de enero de 2013, en aplicación de una resolución de la Asamblea de la República portuguesa promulgada el 16 de enero de 2013 al unirse con las freguesias de Santa Maria e São Miguel y São Pedro de Penaferrim, formando la nueva freguesia de Sintra (Santa Maria e São Miguel, São Martinho e São Pedro de Penaferrim).

## Patrimonio
- Capela de São Mamede de Janas
- Necrópole pré-histórica do vale de São Martinho
- Palácio Nacional de Sintra
- Antigo repuxo da Vila de Sintra ou Antigo repuxo manuelino da Vila de Sintra
- Quinta da Penha Verde
- Palácio da Regaleira o Quinta da Regaleira, incluyendo palacio, capilla, torres, complejo subterráneo, jardín y todos los elementos decorativos.
- Palácio da Quinta do Relógio
- Convento dos Capuchos (Sintra)
- Palácio de Monserrate, mata e jardins
- Palácio de Seteais construções e terreiro vedado, jardins, terraços e Quinta
- Pelourinho de Sintra
- Paço dos Ribafrias